# Śmielec
Śmielec (1.424 m s. n. m.) es un pico montañoso situado en la parte oeste de las Montañas de los Gigantes dentro del Parque nacional Karkonosze en el borde entre Polonia (voivodato de Baja Silesia)  y la República Checa. Su cima está cubierta con granito.

## Situación
Dentro del mismo nivel el pico está situado entre el Łabski Szczyt y el Czeskie Kamienie. La cumbre está en su totalidad en el lado polaco.

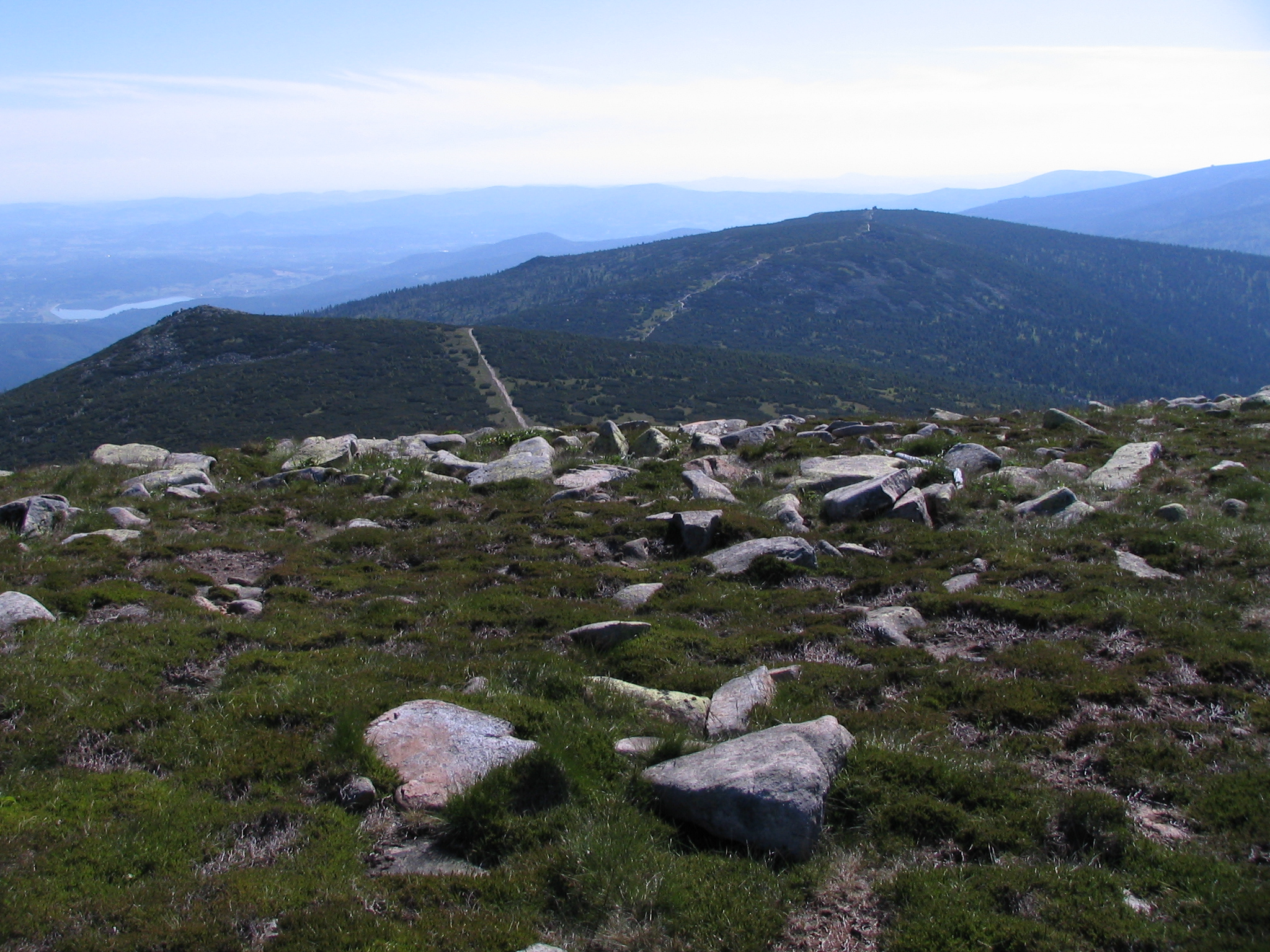
Śmielec desde la cima del Wielki Szyszak
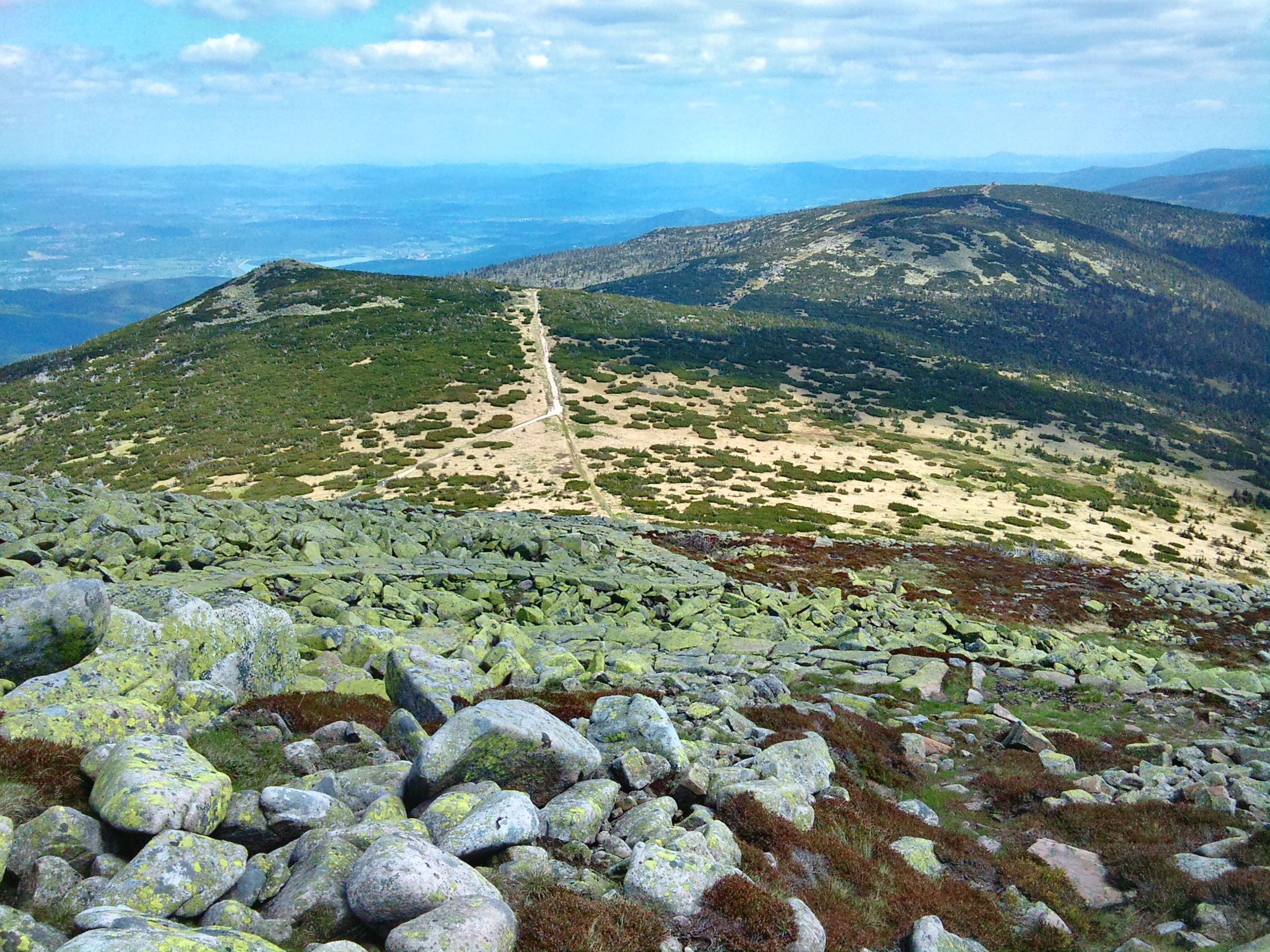
Śmielec desde la ladera del Wielki Szyszak
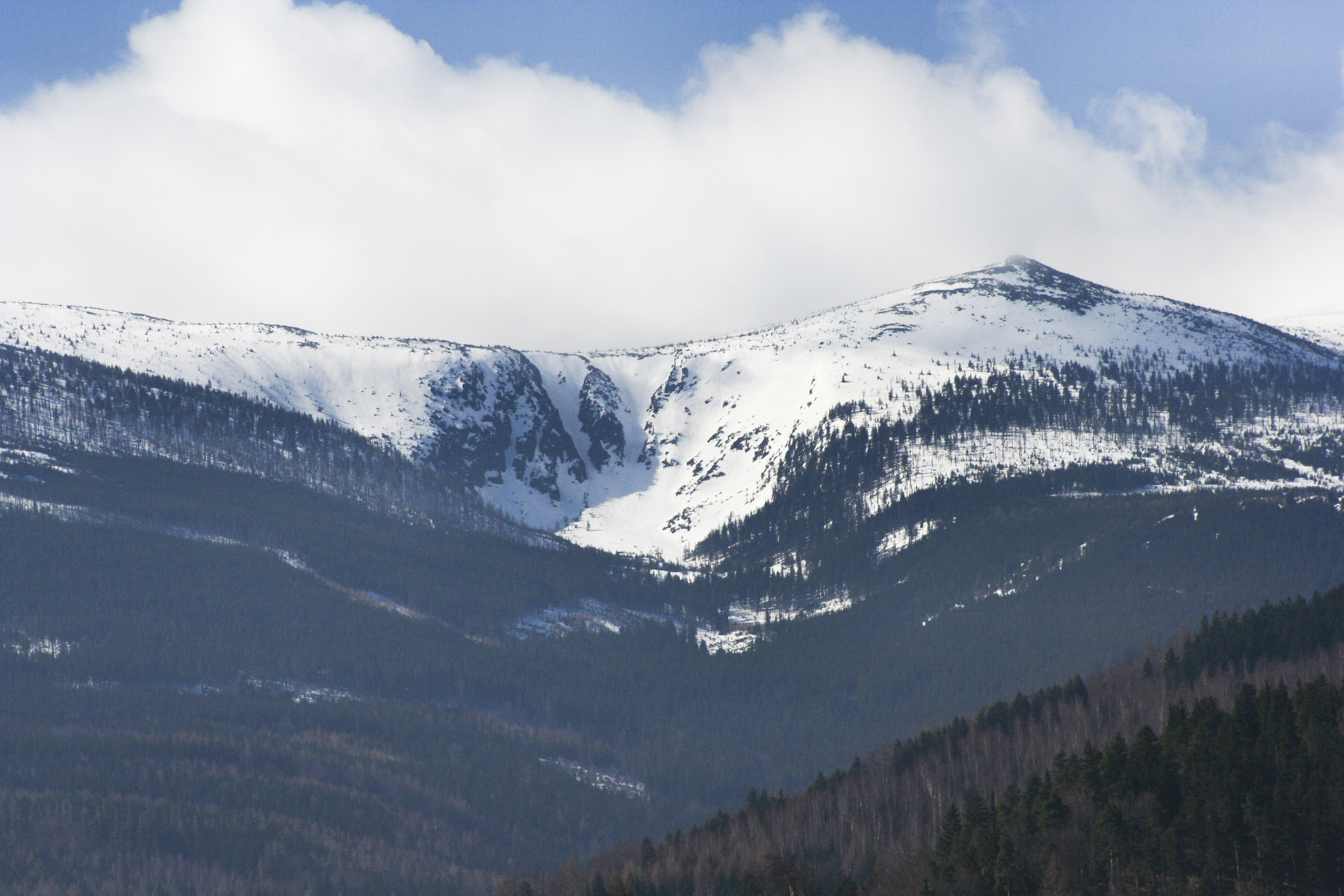
Śmielec y el Czarny Kocioł Jagniątkowski